# Thermus aquaticus
Thermus aquaticus és una espècie d'eubacteri que es caracteritza per tolerar altes temperatures; per això mateix és la font de l'enzim resistent a la temperatura Taq polimerasa, un dels més importants en la biologia molecular, ja que és el principal enzim usat per a la reacció en cadena de la polimerasa (PCR, de l'anglès polymerase chain reaction). Thermus aquaticus és un dels molts bacteris termofílics que pertanyen al grup Deinococcus-Thermus.

## Història
El 1969, Thomas Brock i Hudson Freeze de la Universitat d'Indiana van informar d'una nova espècie d'eubacteri que va ser aïllat de guèisers del Parc Nacional de Yellowstone i varen anomenar Thermus aquaticus.

## Biologia
Prospera als 70 °C però no pot sobreviure a temperatures de 50 °C-80 °C (122 °F-176 °F). És un autòtrof quimiòtrof, és a dir, usa compostos químics en els seus processos metabòlics com a font d'energia.

## Enzims deThermus aquaticus
Thermus aquaticus ha esdevingut famós com a font de proteïnes termoestables, particularment la Taq polimerasa descrita més avall:
- Aldolasa

Els estudis sobre aquest eubacteri termofílic es van centrar sobretot en provar d'entendre com podia contenir enzims que a diferència de la gram majoria poguessin mantenir-se estables a tan elevades temperatures. El 1970 Freeze i Brock varen publicar un article descrivint una aldolasa termoestable on se'n mostraven les claus.
- polimerasa d'ARN

La primera polimerasa d'ARN aïllada de Thermus aquaticus el 1974. Era ADN depenent i es caracteritzava per ser molt termoestable.
- polimerasa d'ADN

Article principal: Taq polimerasa
El 1976 es va aïllar la polimerasa d'ADN. En aquest cas el fet de ser termoestable (temperatura òptima de 80 °C) es va convertir en un avantatge transcendental en la mecanització de la reacció en cadena de la polimerasa (PCR, de l'anglès polymerase chain reaction) i va fer possible les anàlisis en massa d'ADN.